# Szorzatkategória
A szorzatkategória vagy produktumkategória a matematikában, pontosabban a kategóriaelméletben a halmazok Descartes-szorzatának általánosítása kategóriákra. A szorzatkategória fogalma szerepet játszik a bi- illetve multifunktorok definíciójában.

## Definíció
Legyenek C és D kategóriák. Ekkor a C × D szorzatkategóriát a következő adatok definiálják. A szorzatkategória objektumai (A, B) párok, ahol A illetve B a C illetve D kategória objektuma. Az (A1, B1) és (A2, B2) objektumok közötti morfizmusok azon (f, g) párok, ahol f : A1 → A2 morfizmus C-ben és g : B1 → B2 morfizmus D-ben. A morfizmusok kompozíciója komponensenként történik:
(f2, g2) o (f1, g1) = (f2 o f1, g2 o g1)
Az identitásmorfizmusok mindkét komponensben identitásból álló morfizmusok:
1(A, B) = (1A, 1B).

## Kapcsolat más fogalmakkal
Legyenek C és D kis kategóriák, azaz olyan kategóriák, amikben az objektumok illetve morfizmusok halmazt alkotnak. Ekkor a C és D kategóriák fent definiált szorzatkategóriája megegyezik a C és D mint a kategóriák kategóriájának objektumainak szorzatobjektumával.
Azokat a funktorokat, amiknek a célja egy szorzatkategória, bifunktornak nevezik. Bifunktor például a Hom-funktor: egy C kategórián vett Hom-funktor forrása a C oppozit kategóriájának és C-nek a szorzatkategóriája:
Hom : Cop × C → Set.

## Többtényezős általánosítás
Hasonlóan ahhoz, ahogy a kéttényezős Descartes-szorzat általánosítható több tényezőre, a szorzatkategória definíciója is kiterjeszthető. Az így kapott művelet izomorfizmus erejéig kommutatív és asszociatív; a többtényezős általánosítás nem hoz semmilyen jelentős újítást az elméletbe.

## Fordítás
Ez a szócikk részben vagy egészben  a   Product category című angol Wikipédia-szócikk ezen változatának fordításán alapul.  Az eredeti cikk szerkesztőit annak laptörténete sorolja fel. Ez a jelzés csupán a megfogalmazás eredetét és a szerzői jogokat jelzi, nem szolgál a cikkben szereplő információk forrásmegjelöléseként.